# 452 TCN
452 TCN là một năm trong lịch La Mã.